# Lista orașelor din Bolivia
Aceasta este lista orașelor din Bolivia:
- Bermejo
- Camiri
- Cobija
- Cochabamba
- El Alto
- Guayaramerín
- La Paz
- Llallagua
- Montero
- Oruro
- Potosí
- Riberalta
- San Ignacio
- Santa Cruz de la Sierra
- Sucre
- Tarija
- Trinidad
- Tupiza
- Villazón
- Yacuíba